# Трансформатор рядкової розгортки

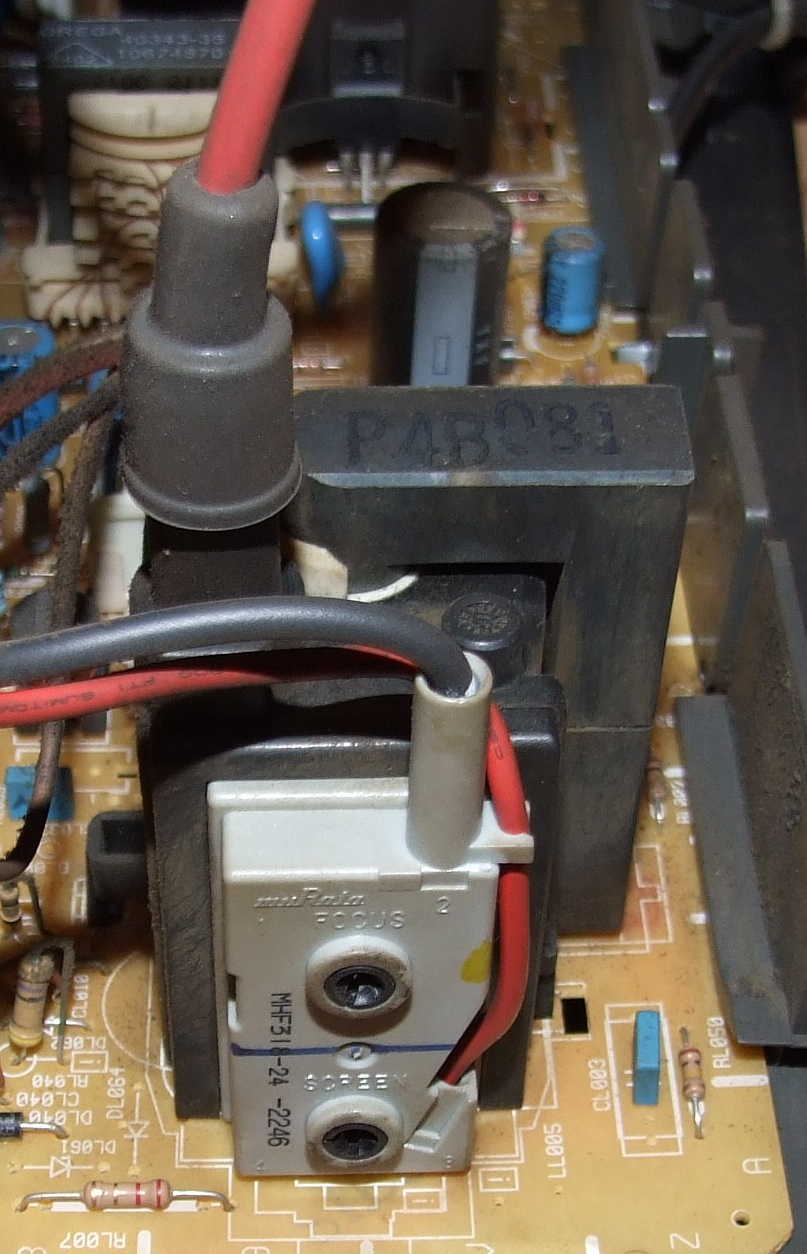
Вихідний трансформатор рядкової розгортки ЕПТ-телевізора з вбудованим потроювачем.

Трансформатор рядкової розгортки (англ. flyback transformer (FBT)) — спеціальний тип електричного трансформатора, розроблений для генерації високої напруги пилкоподібних сигналів з відносно високою частотою. Зараз він широко використовується у імпульсних стабілізаторах напруги для малих (3 В) і високих (10 кВ) напруг.
Був винайдений як засіб керування горизонтальним рухом електронного пучка в електронно-променевій трубці (ЕПТ). На відміну від звичайних трансформаторів, на вхідний трансформатор рядкової розгортки не подається сигнал такої ж форми хвилі, яку необхідно отримати на виході.

## Принцип дії
На відміну від силових трансформаторів і аудіо трансформаторів, FBT трансформатор призначений не тільки для передачі енергії, але і для її зберігання для значної частини періоду перемикання. Це досягається шляхом намотування котушок на феритовому осерді з повітряним проміжком. Проміжок збільшує магнітний опір кола, а отже, і його здатність накопичувати енергію.
Струм не тече одночасно у обох обмотках. Через це вихідний трансформатор рядкової розгортки більше нагадує слабо пов'язаний індуктор, а не класичний трансформатор, в якому струми течуть одночасно у всіх обмотках, що мають магнітний зв'язок.